# Xitle

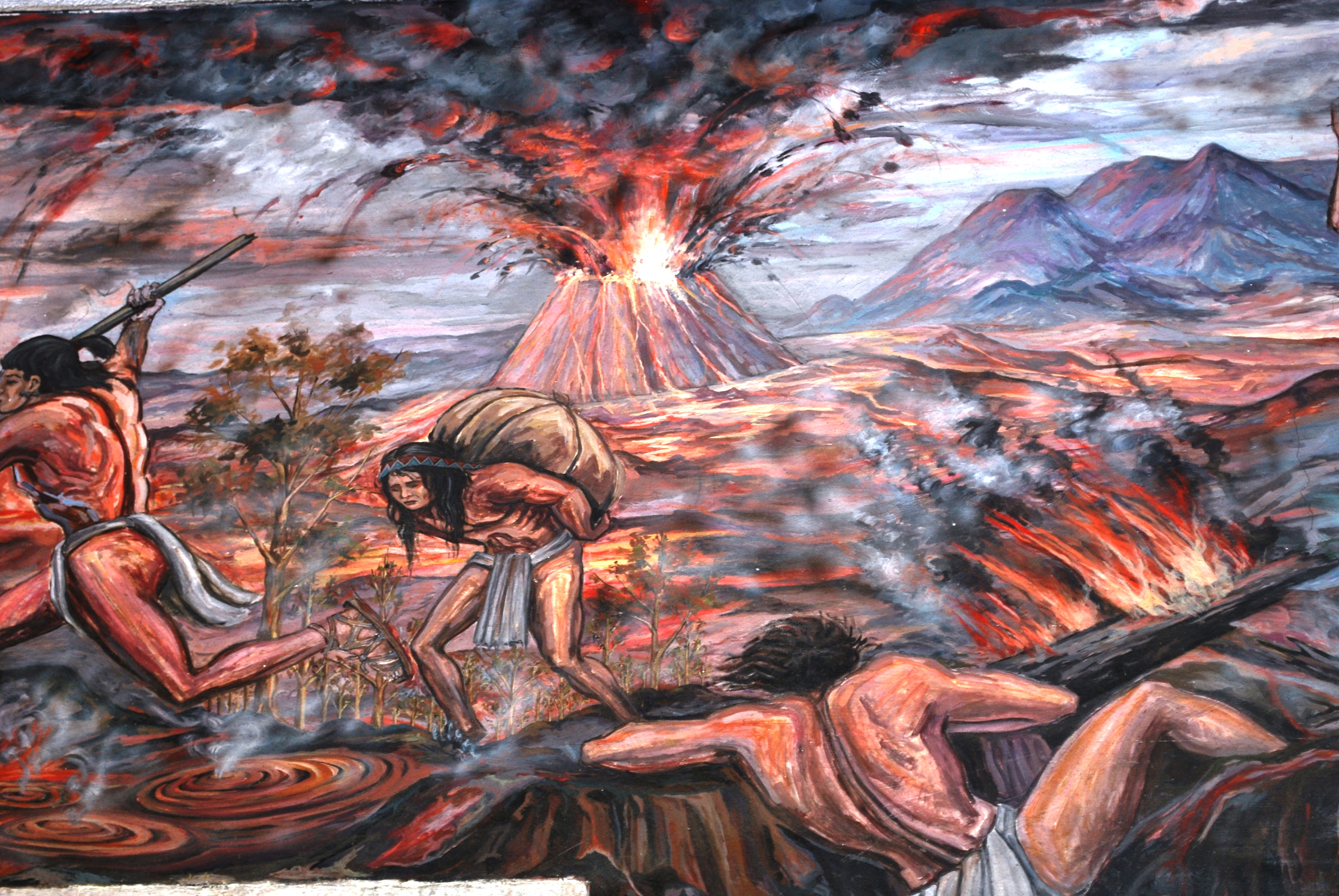
Wandmalerei am Gebäude der Bezirksverwaltung (spanisch: Edificio Delegacional) von Tlalpan – dem Verwaltungsbezirk von Mexiko-Stadt, in dem der Xitle liegt – mit Fantasiedarstellung der Eruption.

Der Vulkan Xitle (Nahuatl für Nabel) erhebt sich im Nationalpark Cumbres del Ajusco des bundesunmittelbaren Hauptstadtbezirkes Mexiko-Stadt in Mexiko – genauer in der Ortschaft Lomas de Tepemecatl im flächenmäßig größten Verwaltungsbezirk der Stadt, Tlalpan. Es handelt sich um einen etwa 200 Meter hohen Schlacken- und Aschenkegel, dessen Gipfel durch die Plateaulage jedoch auf über 3000 Meter reicht. Sein Krater befindet sich zirka 22,5 Kilometer Luftlinie südsüdwestlich der Plaza de la Constitución, dem Zentrum der Metropole.
Als Teil des etwa 90 Kilometer langen Chichinautzin-Vulkanfeldes – zu dem beispielsweise auch der nur 5,7 Kilometer südwestlich gelegene Ajusco gehört – markiert der Xitle dessen letzte bekannte Aktivität. Geologische Messungen mithilfe der Radiokarbonmethode wiesen eine Eruption zwischen den Jahren 245 und 315 nach. Große Mengen Lava flossen hauptsächlich in nordnordöstliche Richtung aus und bildeten das weitläufige Pedregal de San Ángel-Lavafeld. Im Zuge des Ausbruchs wurde die florierende Stadt Cuicuilco, die eine große regionale Bedeutung hatte, weitgehend zerstört. Die Einwohner verließen ihre Heimat und ließen sich vermutlich großteils im etwa 56 Kilometer entfernten Teotihuacán nieder, das dadurch seinerseits einen erheblichen kulturellen Aufschwung erlebte.   
Der Vulkanismus im Umfeld des Xitle ist monogenetisch geprägt. Das heißt, dass mit lediglich einer einzigen Eruptionsphase pro Ausbruchskegel zu rechnen ist. 